# Liste der Highways in Alberta
Diese Liste stellt eine Übersicht über die Highways in der kanadischen Provinz Alberta dar.
Überblick über die klassischen Primary Highways, d. h. Highways erster Ordnung, die schon immer unter Verwaltung der Provinz Alberta standen:
| Zeichen                                                  | Nummer | Name | Beginn                                                                             | Ende                                                                                           | Länge in Kilometer |
| -------------------------------------------------------- | ------ | --- | ---------------------------------------------------------------------------------- | ---------------------------------------------------------------------------------------------- | ------------------ |
| Trans-Canada Highway                                     | 1      | Trans-Canada Highway                                                                                                  | Kicking Horse Pass, British Columbia Highway 1                                     | Walsh, Saskatchewan Highway 1                                                                  | 536                |
|                                                          | 1A     | Bow Valley Parkway | •Lake Louise                                                                       | Banff                                                                                          | 64                 |
| Bow Valley Trail                                         | 1A     | •Canmore | Calgary                                                                            | 89                                                                                             |                    |
| 17 Avenue SE, Calgary                                    | 1A     | •Calgary | Chestermere                                                                        | 4                                                                                              |                    |
|                                                          | 1X     | | Anbindung an Highway 1                                                             | Highway 1A, östlich von Exshaw                                                                 | 4                  |
|                                                          | 2      | •Queen Elizabeth II Highway (von Calgary nach Edmonton) •Northern Woods and Water Route (von Athabasca nach Donnelly) | Grenze zu den Vereinigten Staaten bei Carway                                       | Highway 43 nördlich von Grande Prairie                                                         | 1.261              |
|                                                          | 2A     | | •High River                                                                        | Aldersyde                                                                                      | 16                 |
| •Okotoks                                                 | 2A     | Highway 2 | 11                                                                                 |                                                                                                |                    |
| •Highway 2                                               | 2A     | Calgary | 5                                                                                  |                                                                                                |                    |
| •südlich von Crossfield                                  | 2A     | Bowden | 67                                                                                 |                                                                                                |                    |
| •Innisfail                                               | 2A     | Highway 595 in Red Deer                                                                                               | 26                                                                                 |                                                                                                |                    |
| •Red Deer                                                | 2A     | nördlich von Lacombe                                                                                                  | 25                                                                                 |                                                                                                |                    |
| •Morningside                                             | 2A     | Leduc | 85                                                                                 |                                                                                                |                    |
| •Hondo                                                   | 2A     | Smith | 15                                                                                 |                                                                                                |                    |
| •Triangle                                                | 2A     | Highway 49 bei Little Smoky River                                                                                     | 28                                                                                 |                                                                                                |                    |
| •Roma Junction                                           | 2A     | Grimshaw | 12                                                                                 |                                                                                                |                    |
|                                                          | 3      | Crowsnest Highway | Crowsnest Pass, British Columbia Highway 3                                         | Highway 1 und Highway 41A bei Medicine Hat                                                     | 323                |
|                                                          | 3A     | | •Alternative zum Highway 3 westlich von Lundbreck                                  |                                                                                                | 4                  |
| •Alternative zum Highway 3 durch Monarch                 | 3A     | | 8                                                                                  |                                                                                                |                    |
| •Westside Drive, Lethbridge                              | 3A     | | 1                                                                                  |                                                                                                |                    |
| •Alternative zum Highway 3 durch Barnwell                | 3A     | | 7                                                                                  |                                                                                                |                    |
|                                                          | 4      | Red Coat Trail | Grenze zu den Vereinigten Staaten bei Coutts, Interstate 15                        | Highway 5 in Lethbridge                                                                        | 90                 |
|                                                          | 5      | | Waterton Park                                                                      | Highway 3 in Lethbridge                                                                        | 130                |
|                                                          | 6      | | Grenze zu den Vereinigten Staaten bei Chief Mountain, Alberta Highway 17 (Montana) | Highway 3 bei Pincher Creek                                                                    | 72                 |
|                                                          | 7      | | Highway 22 in Black Diamond                                                        | Highways 2 und 547 bei Aldersyde                                                               | 27                 |
|                                                          | 8      | Glenmore Trail | Highway 22 bei Bragg Creek                                                         | Highway 2 (Deerfoot Trail) in Calgary                                                          | 40                 |
|                                                          | 9      | | Highway 1 bei Inverlake                                                            | Grenze zu Saskatchewan westlich von Alsask, Saskatchewan Highway 7                             | 326                |
|                                                          | 10     | Hoo Doo Trail | Highways 9 und 56 in Drumheller                                                    | Western Monarch                                                                                | 35                 |
|                                                          | 11     | David Thompson Highway                                                                                                | Highway 93 bei Saskatchewan River Crossing                                         | Highway 12 bei Nevis                                                                           | 320                |
|                                                          | 11A    | | •Highway 11                                                                        | Rocky Mountain House                                                                           | 12                 |
| •Sylvan Lake                                             | 11A    | Red Deer | 17                                                                                 |                                                                                                |                    |
|                                                          | 12     | | Highway 22 in der Nähe von Frisco                                                  | Grenze zu Saskatchewan bei Compeer, Saskatchewan Highway 51                                    | 364                |
|                                                          | 13     | | Alder Flats (west of Cowboy Trail)                                                 | Grenze zu Saskatchewan bei Hayter, Saskatchewan Highway 14                                     | 366                |
|                                                          | 13A    | | •Über Ma-Me-O Beach                                                                |                                                                                                | 7                  |
| •Umgehungsstrecke innerhalb der Stadtgrenzen von Camrose | 13A    | | 8                                                                                  |                                                                                                |                    |
|                                                          | 14     | Poundmaker Trail | Highway 2 (Calgary Trail/Gateway Boulevard) in Edmonton                            | Grenze zu Saskatchewan bei Roros, Saskatchewan Highway 40                                      | 257                |
|                                                          | 15     | | Highway 16 in Edmonton                                                             | Highway 16 südlich von Mundare                                                                 | 92                 |
| Trans-Canada Highway                                     | 16     | Yellowhead Highway | Yellowhead Pass, British Columbia Highway 16                                       | Lloydminster, Saskatchewan Highway 16                                                          | 641                |
|                                                          | 16A    | | •Evansburg and Entwistle                                                           |                                                                                                | 14                 |
| Parkland Highway                                         | 16A    | •Highway 16 | Edmonton über Stony Plain und Spruce Grove                                         | 35                                                                                             |                    |
|                                                          | 16A    | •über Vegreville |                                                                                    | 9                                                                                              |                    |
|                                                          | 17     | | Grenze zu Saskatchewan südlich vom Dillberry Lake, Saskatchewan Highway 17         | Highway 641 westlich von Onion Lake, Saskatchewan                                              | 134                |
|                                                          | 18     | | Highway 43 bei Green Court                                                         | Highways 63 und 656 bei Thorhild                                                               | 162                |
|                                                          | 19     | | Highway 60 bei Devon                                                               | Highways 2 und 625 bei Nisku                                                                   | 12                 |
|                                                          | 20     | | Highway 11 in Sylvan Lake                                                          | Highway 39 bei Alsike                                                                          | 110                |
|                                                          | 20A    | | Rimbey                                                                             | Highway 20                                                                                     | 2                  |
|                                                          | 21     | | Highway 1 bei Strathmore                                                           | Highway 15 in Fort Saskatchewan                                                                | 328                |
|                                                          | 22     | Cowboy Trail | Highway 3 bei Lundbreck                                                            | Highway 18 bei Mayerthorpe                                                                     | 584                |
|                                                          | 22X    | | Highway 3 bei Priddis                                                              | Highway 24 bei Carseland                                                                       | 584                |
|                                                          | 23     | | Highway 3 bei Monarch                                                              | Highway 2A in High River                                                                       | 145                |
|                                                          | 24     | | Highway 23 bei Vulcan                                                              | Highway 1 bei Strathmore                                                                       | 70                 |
|                                                          | 25     | | Highway 3 nördlich von Lethbridge                                                  | Enchant                                                                                        | 72                 |
|                                                          | 26     | | Camrose                                                                            | Highway 14 nordwestlich von Kinsella                                                           | 81                 |
|                                                          | 27     | | Highway 22 östlich von Sundre                                                      | Highways 9 und 56 bei Morrin                                                                   | 139                |
|                                                          | 28     | | Edmonton                                                                           | Cold Lake, über Smoky Lake                                                                     | 293                |
|                                                          | 28A    | 17 Street NE, Edmonton                                                                                                | Highway 15                                                                         | Gibbons                                                                                        | 18                 |
|                                                          | 29     | | Highway 15 nordwestlich von Lamont                                                 | Elk Point und Highway 41                                                                       | 152                |
|                                                          | 31     | | Seba Beach                                                                         | Gainford                                                                                       | 4                  |
|                                                          | 32     | | Highway 16 bei Peers                                                               | Highway 33, Swan Hills                                                                         | 148                |
|                                                          | 33     | Grizzly Trail | Highway 43, Gunn                                                                   | Kinuso, Highway 2                                                                              | 219                |
|                                                          | 35     | Mackenzie Highway | Grimshaw                                                                           | Grenze zu den Nordwest-Territorien bei Indian Cabins, Alberta Highway 1 (Nordwest-Territorien) | 465                |
|                                                          | 36     | Veterans Memorial Highway                                                                                             | Highway 4 in Warner                                                                | Lac La Biche                                                                                   | 641                |
|                                                          | 37     | | Nördlich von Onoway                                                                | Highway 15, Fort Saskatchewan                                                                  | 67                 |
|                                                          | 38     | | Redwater                                                                           | Highway 45 westlich von Deerland                                                               | 25                 |
|                                                          | 39     | | Highway 22 östlich von Drayton Valley                                              | Leduc                                                                                          | 91                 |
|                                                          | 40     | •Bighorn Highway •Kananaskis Trail                                                                                    | •Coleman                                                                           | Longview                                                                                       | 300                |
| Forestry Trunk Road                                      | 40     | •Kreuzung mit Highway 541 und Highway 940                                                                             | Grande Prairie                                                                     | 434                                                                                            |                    |
|                                                          | 41     | Buffalo Trail | Grenze zu den Vereinigten Staaten bei Wild Horse, Alberta Highway 232 (Montana)    | Highway 55 bei La Corey                                                                        | 694                |
|                                                          | 41A    | | Medicine Hat                                                                       | Highway 41                                                                                     | 15                 |
|                                                          | 42     | | Penhold                                                                            | Lousana                                                                                        | 44                 |
|                                                          | 43     | | Demmitt, British Columbia Highway 2                                                | Manly Corner am Highway 16                                                                     | 520                |
|                                                          | 44     | | Highway 16 bei Spruce Grove                                                        | Highway 2 südlich von Hondo                                                                    | 185                |
|                                                          | 45     | | Highway 15 südlich von Bruderheim                                                  | Grenze zu Saskatchewan bei Alcurve, Saskatchewan Highway 3                                     | 231                |
|                                                          | 47     | | Highway 40, Coalspur                                                               | Highway 16, Edson                                                                              | 60                 |
|                                                          | 49     | •Spirit River Highway •Northern Woods and Water Route                                                                 | Bay Tree, British Columbia Highway 49                                              | Valleyview, Highway 43                                                                         | 266                |
|                                                          | 50     | | Highway 12, Tees                                                                   | Highway 21, Mirror                                                                             | 14                 |
|                                                          | 52     | | Highway 5, Welling Station                                                         | Highway 4, Stirling                                                                            | 24                 |
|                                                          | 53     | | Highway 22, Rocky Mountain House                                                   | Highway 36, Forestburg                                                                         | 223                |
|                                                          | 54     | | Highway 22, Caroline                                                               | Innisfail                                                                                      | 56                 |
|                                                          | 55     | Northern Woods and Water Route                                                                                        | Highway 2, Athabasca                                                               | Cherry Grove, Saskatchewan Highway 55                                                          | 264                |
|                                                          | 56     | | Highway 1 nördlich von Crowfoot                                                    | Highway 13, Ohaton                                                                             | 246                |
|                                                          | 58     | | Rainbow Lake                                                                       | Wentzel River                                                                                  | 285                |
|                                                          | 59     | | Highway 43, Hythe                                                                  | Highway 2, Sexsmith                                                                            | 63                 |
|                                                          | 60     | Devonian Way | Highway 39, Calmar                                                                 | Highway 16, Edmonton                                                                           | 36                 |
|                                                          | 61     | Red Coat Trail | Highway 4 bei Stirling                                                             | Highway 5, Magrath                                                                             | 147                |
|                                                          | 62     | | Grenze zu den Vereinigten Staaten bei Del Bonita, Alberta Highway 213 (Montana)    | Highway 5, Magrath                                                                             | 52                 |
|                                                          | 63     | | südwestlich von Radway                                                             | Fort McKay                                                                                     | 426                |
|                                                          | 64     | | Goodlow                                                                            | Highway 2 nördlich von Waterhole                                                               | 126                |
|                                                          | 64A    | | Highway 64                                                                         | Fairview                                                                                       | 7                  |
|                                                          | 66     | | Don Getty Wildland Provincial Park                                                 | Highway 22, Bragg Creek                                                                        | 27                 |
|                                                          | 68     | Sibbald Creek Trail                                                                                                   | Highway 40, Seebe                                                                  | Moorley am Highway 1                                                                           | 37                 |
|                                                          | 69     | | Fort McMurray                                                                      | Lynton Siding                                                                                  | 14                 |
|                                                          | 72     | | Highway 2, Crossfield                                                              | Highway 9, Beiseker                                                                            | 33                 |
|                                                          | 88     | Bicentennial Highway                                                                                                  | Highway 2, Slave Lake                                                              | Highway 58 südlich von Boyer                                                                   | 428                |
|                                                          | 93     | •Banff-Windermere Highway •Trans-Canada Highway •Icefields Parkway                                                    | Vermilion Pass, British Columbia Highway 93                                        | Highway 16 in Jasper                                                                           | 266                |
|                                                          | 93A    | | •Alternative zum Highway 93 südlich von Jasper                                     |                                                                                                | 2                  |
| •Alternative zum Highway 93 weiter südlich Jasper        | 93A    | Marmot Basin, Mount Edith Cavell, und Athabasca Falls                                                                 | 24                                                                                 |                                                                                                |                    |
|                                                          | 100    | Sherwood Park Freeway                                                                                                 | Edmonton                                                                           | Sherwood Park                                                                                  | 4                  |
|                                                          | 201    | Stoney Trail | Calgary Ring Road                                                                  |                                                                                                | 44                 |
|                                                          | 216    | Anthony Henday Drive                                                                                                  | Edmonton Ring Road                                                                 |                                                                                                | 69                 |

Die nachfolgenden Highways standen in der Vergangenheit unter der Verwaltung der Städte und Gemeinden und wurden bislang Secondary Highway genannt. Im Rahmen einer Neuorganisation 2000/2001 wurden diese Highways unter Verwaltung durch Provinz gestellt, die Kennzeichnung wurde jedoch beibehalten, so finden sich häufig auf den Schildern auch noch die Bezeichnung secondary.

## 500 – 599
Die Highways im Nummernkreis 500/600 erstrecken sich hauptsächlich in Süd-Nord-Richtung, von der Grenze zu den Vereinigten Staaten zu den Nordwest-Territorien.
| Zeichen                                                    | Nummer | Beginn                                                                 | Ende                                                                                 | Länge in Kilometer |
| ---------------------------------------------------------- | ------ | ---------------------------------------------------------------------- | ------------------------------------------------------------------------------------ | ------------------ |
|                                                            | 500    | •Highway 4 in Coutts                                                   | Range Road 135                                                                       | 19                 |
| •Highway 501 nördlich vom Writing-on-Stone Provincial Park | 500    | Highway 880 bei Aden                                                   | 43                                                                                   |                    |
|                                                            | 501    | Highway 5 östlich von Mountain View                                    | Grenze zu Saskatchewan, Saskatchewan Highway 13                                      | 301                |
|                                                            | 503    | Highway 5 östlich von Cardston                                         | Highway 820 südöstlich von Woolford                                                  | 18                 |
|                                                            | 504    | Highway 4 & Highway 36 in Warner                                       | Highway 877 südlich von Skiff                                                        | 29                 |
|                                                            | 505    | Highway 6 nordwestlich von Twin Butte                                  | Highway 5 in Spring Coulee                                                           | 72                 |
|                                                            | 506    | Highway 62 südlich von Magrath                                         | Highway 4 nördlich von Warner                                                        | 46                 |
|                                                            | 507    | Highway 3 südlich von Burmis                                           | Highway 810 nordöstlich von Glenwood                                                 | 73                 |
|                                                            | 508    | Highway 5 südlich von Lethbridge                                       | Highway 4 südöstlich von Lethbridge                                                  | 8                  |
|                                                            | 509    | Highway 2 in Stand Off                                                 | Highway 3 westlich von Kipp                                                          | 48                 |
|                                                            | 510    | Highway 3 in Cowley                                                    | Highway 785 nördlich von Brocket                                                     | 24                 |
|                                                            | 511    | Highway 2 östlich von Stand Off                                        | Highway 509 nordöstlich von Stand Off                                                | 28                 |
|                                                            | 512    | Highway 3 in Lethbridge                                                | Highway 3 südlich von Chin                                                           | 28                 |
|                                                            | 513    | Highway 36 südlich von Taber                                           | Highway 877                                                                          | 29                 |
|                                                            | 514    | Range Road 41, am Nordrand des Cypress Hills Interprovincial Park      | Highway 41 nordwestlich von Elkwater                                                 | 13                 |
|                                                            | 515    | Highway 41 nordwestlich von Elkwater                                   | Grenze zu Saskatchewan, Saskatchewan Highway 724                                     | 25                 |
|                                                            | 519    | Highway 2 in Granum                                                    | Highway 845 in Picture Butt                                                          | 65                 |
|                                                            | 520    | Highway 22 westlich von Claresholm                                     | Highway 843 westlich von Picture Butt                                                | 105                |
|                                                            | 521    | Highway 25 nördlich von Turin                                          | Highway 864 südlich von Vauxhall                                                     | 21                 |
|                                                            | 522    | Highway 843 nordöstlich von Barons WJ                                  | Highway 845 südlich von Enchant                                                      | 12                 |
|                                                            | 523    | Range Road 84                                                          | Highway 3 in Medicine Hat                                                            | 26                 |
|                                                            | 524    | Highway 864 südöstlich von Retlaw                                      | Highway 1 nordwestlich von Redcliff                                                  | 106                |
|                                                            | 525    | Highway 875 südlich Rolling Hills                                      | Highway 524 südöstlich von Hays                                                      | 28                 |
|                                                            | 526    | Highway 845 südöstlich des Little Bow Lake                             | Highway 36 nördlich von Vauxhall                                                     | 39                 |
|                                                            | 527    | Willow Creek Provincial Park                                           | Highway 2; Stavely                                                                   | 14                 |
|                                                            | 528    | Highway 41 südwestlich von Schuler                                     | Grenze zu Saskatchewan, Saskatchewan Highway 728                                     | 19                 |
|                                                            | 529    | Highway 2 nördlich von Stavely                                         | Highway 845 südlich von Lomond                                                       | 78                 |
|                                                            | 530    | Highway 36 südlich von Scandia                                         | Highway 875 nördlich von Rolling Hills                                               | 20                 |
|                                                            | 531    | Highway 842 westlich von Lomond                                        | Highway 845 in Lomond                                                                | 18                 |
|                                                            | 532    | Highway 40 nördlich von Don Getty Wildland Provincial Park             | Highway 22 nördlich vom Chain Lakes Provincial Park                                  | 26                 |
|                                                            | 533    | Highway 22 nördlich vom Chain Lakes Provincial Park                    | Highway 804 östlich von Nanton                                                       | 63                 |
|                                                            | 534    | Highway 804 südlich von Brant                                          | Highway 842 östlich von Vulcan                                                       | 40                 |
|                                                            | 535    | Highway 873 östlich von Lake Newell                                    | Highway 876 südlich von Tilley                                                       | 17                 |
|                                                            | 537    | Highway 41 nördlich von Schuler                                        | Grenze zu Saskatchewan, Saskatchewan Highway 371                                     | 7                  |
|                                                            | 539    | Highway 531 & Highway 845 in Lomond                                    | Highway 36 nordöstlich von Bow City                                                  | 56                 |
|                                                            | 540    | Highway 22 westlich von Pekisko                                        | Highway 2 nordöstlich von Cayley                                                     | 35                 |
|                                                            | 541    | Highway 40 südlich vom Elbow-Sheep Wildland Provincial Park            | Highway 22 in Longview                                                               | 43                 |
|                                                            | 542    | •Highway 23 & Highway 24 nördlich von Vulcan                           | Highway 842 westlich von Milo                                                        | 23                 |
| •Highway 36                                                | 542    | Highway 1 in Brooks                                                    | 11                                                                                   |                    |
|                                                            | 543    | Highway 22 östlich von Hartell                                         | Highway 2A nördlich von High River                                                   | 25                 |
|                                                            | 544    | Highway 36 südwestlich von Duchess                                     | Highway 884 südlich von Jenner                                                       | 57                 |
|                                                            | 545    | Highway 41 südwestlich von McNeill                                     | Grenze zu Saskatchewan, Saskatchewan Highway 321 westlich von Burstall, Saskatchewan | 7                  |
|                                                            | 546    | Range Road 42                                                          | Highway 22 (Main Street) in Turner Valley                                            | 30                 |
|                                                            | 547    | Highway 2, Highway 2A, & Highway 7 nördlich von Aldersyde              | Highway 1 in Gleichen                                                                | 77                 |
|                                                            | 549    | Range Road 44                                                          | Highway 2A (Northridge Drive) in Okotoks                                             | 47                 |
|                                                            | 550    | Highway 1 östlich von Bassano                                          | Highway 36 & Highway 873 westlich von Duchess                                        | 35                 |
|                                                            | 552    | •Highway 2A am südlichen Stadtrand von Calgary                         | Highway 549 westlich von Okotoks                                                     | 13                 |
| •Highway 2 & Highway 2A südlich von Calgary                | 552    | Highway 547 & Highway 799 nordöstlich von Gladys                       | 33                                                                                   |                    |
|                                                            | 555    | Highway 884 in Jenner                                                  | Highway 41 südöstlich von Bindloss                                                   | 85                 |
|                                                            | 556    | Highway 862 südöstlich von Gem                                         | Highway 36 südöstlich von Gem                                                        | 19                 |
|                                                            | 560    | 84 Street SE (Range Road 290) an der östlichen Stadtgrenze von Calgary | Highway 797 in Langdon                                                               | 16                 |
|                                                            | 561    | •Highway 1 östlich von Strathmore                                      | Highway 862 nördlich von Gem                                                         | 69                 |
| •Highway 36                                                | 561    | Highway 884                                                            | 51                                                                                   |                    |
|                                                            | 562    | Highway 41                                                             | Grenze zu Saskatchewan nördlich von Empress                                          | 14                 |
|                                                            | 563    | Highway 1 bei der Range Road 31                                        | 101 Street SW (Range Road 24) an der westlichen Stadtgrenze von Calgary              | 6                  |
|                                                            | 564    | östliche Stadtgrenze von Calgary                                       | Highway 569 südlich von East Coulee                                                  | 126                |
|                                                            | 566    | Highway 772 westlich von Balzac                                        | Highway 9 östlich von Kathyrn                                                        | 34                 |
|                                                            | 567    | Highway 22 nördlich von Cochrane                                       | Highway 9 südlich von Irricana                                                       | 64                 |
|                                                            | 569    | Highway 841 und Rosebud River südwestlich von East Coulee              | Highway 10 & Highway 570 südöstlich von East Coulee                                  | 28                 |
|                                                            | 570    | Highway 10 & Highway 569 südöstlich von East Coulee                    | Grenze zu Saskatchewan, Saskatchewan Highway 44 nördlich von Acadia Valley           | 187                |
|                                                            | 573    | Highway 10 südöstlich von Willow Creek                                 | Highway 851 beim Little Fish Lake Provincial Park                                    | 24                 |
|                                                            | 574    | Highway 22 östlich von Bottrel                                         | Highway 2A in Crossfield                                                             | 33                 |
|                                                            | 575    | Highway 791, nördlich von Kersey                                       | Highway 9 & Highway 56 in Drumheller.                                                | 80                 |
|                                                            | 576    | Highway 9 & Highway 56 in Drumheller                                   | Highway 851 am Little Fish Lake                                                      | 29                 |
|                                                            | 577    | Highway 36 nordwestlich von Sheerness                                  | Kohlekraftwerk Sheerness                                                             | 10                 |
|                                                            | 579    | Highway 40 & Highway 734                                               | Highway 22 südlich von Cremona                                                       | 49                 |
|                                                            | 580    | Highway 22 in Cremona                                                  | Highway 2A südlich von Carstairs                                                     | 29                 |
|                                                            | 581    | Highway 2A in Carstairs                                                | Highway 791 östlich von Carstairs                                                    | 19                 |
|                                                            | 582    | Highway 22 östlich von Elkton                                          | Highway 21 & Highway 27 südlich von Three Hills                                      | 90                 |
|                                                            | 583    | Highway 805 in Allingham                                               | Highway 836                                                                          | 36                 |
|                                                            | 584    | Highway 734 nordwestlich von Bearberry                                 | Highway 22 & Highway 27 in Sundre                                                    | 44                 |
|                                                            | 585    | Highway 21 in Trochu                                                   | Highway 56 östlich von Rumsey                                                        | 39                 |
|                                                            | 586    | Highway 36 in Spondin                                                  | Highway 884 nördlich von Hamaruka                                                    | 67                 |
|                                                            | 587    | Highway 22 an der James River Bridge                                   | Highway 21 südwestlich von Huxley                                                    | 98                 |
|                                                            | 589    | Highway 56 nordöstlich von Scollard                                    | Highway 855 in Endiang                                                               | 39                 |
|                                                            | 590    | Highway 2 in Innisfail                                                 | Highway 56 in Big Valley                                                             | 83                 |
|                                                            | 591    | Highway 734 südwestlich von Ricinus                                    | Highway 22 & Highway 54 westlich von Caroline                                        | 31                 |
|                                                            | 592    | Highway 781 nordwestlich von Penhold                                   | Highway 2A & Highway 42 in Penhold                                                   | 15                 |
|                                                            | 593    | Highway 850 östlich von Fenn                                           | Highway 853 nördlich von Byemoor                                                     | 16                 |
|                                                            | 594    | Highway 835 südwestlich von Erskine                                    | Highway 56 südlich von Wardon                                                        | 11                 |
|                                                            | 595    | Highway 2A südlich von Red Deer                                        | Highway 21 nordöstlich von Delburne                                                  | 38                 |
|                                                            | 597    | Highway 2 westlich von Blackfalds                                      | Highway 815 in Joffre                                                                | 21                 |
|                                                            | 598    | Highway 11, Highway 22, & Highway 752 in Rocky Mountain House          | Highway 761 nördlich von Leslieville                                                 | 23                 |
|                                                            | 599    | Highway 861 (45 Street) in Castor                                      | Highway 41 nordwestlich vom Gooseberry Lake                                          | 75                 |

## 600 – 699
| Zeichen                                        | Nummer | Beginn                                                       | Ende                                                                                     | Länge in Kilometer |
| ---------------------------------------------- | ------ | ------------------------------------------------------------ | ---------------------------------------------------------------------------------------- | ------------------ |
|                                                | 600    | Highway 41 südlich von Czar                                  | Highway 13 & Highway 899 in Provost                                                      | 43                 |
|                                                | 601    | Highway 11 südlich von Alix                                  | Highway 855 nördlich von Halkirk                                                         | 77                 |
|                                                | 602    | Highway 36 in Alliance                                       | Highway 872 nördlich von Brownfield                                                      | 28                 |
|                                                | 603    | Highway 884 in Hughenden                                     | Highway 13 in Hughenden                                                                  | 6                  |
|                                                | 604    | Highway 792 östlich von Gull Lake                            | Highway 2A in Morningside                                                                | 19                 |
|                                                | 605    | Highway 821 nördlich von Tees                                | Highway 21 & Highway 53 in Bashaw                                                        | 23                 |
|                                                | 607    | Highway 761 nordwestlich von Bluffton                        | Highway 20 nordwestlich von Bluffton                                                     | 18                 |
|                                                | 608    | •Highway 36 & Highway 53 östlich von Forestburg              | Highway 872 südlich von Hardisty                                                         | 28                 |
| •Range Road 95 östlich von Battle River        | 608    | Highway 884 in Amisk                                         | 15                                                                                       |                    |
|                                                | 609    | Highway 21 nördlich von Ferintosh                            | Highway 854 in Rosalind                                                                  | 42                 |
|                                                | 610    | Highway 14 nordwestlich von Heath                            | Grenze zu Saskatchewan östlich von Chauvin, Saskatchewan Highway 680                     | 49                 |
|                                                | 611    | Highway 20 in Hoadley                                        | Highway 21 südlich von New Norway                                                        | 99                 |
|                                                | 613    | Highway 2A & Highway 13 in Wetaskiwin                        | Highway 822                                                                              | 8                  |
|                                                | 614    | Highway 41 nördlich von Wainwright                           | Highway 894                                                                              | 34                 |
|                                                | 616    | Range Road 71 in Buck Creek                                  | Highway 21 westlich von Hay Lakes                                                        | 147                |
|                                                | 617    | Highway 21 in Hay Lakes                                      | Highway 834 nördlich von Round Hill                                                      | 28                 |
|                                                | 619    | Highway 36 (54 Street) in Viking                             | Highway 17 südlich von Lloydminster                                                      | 126                |
|                                                | 620    | Brazeau Dam                                                  | Highway 22 in Drayton Valley                                                             | 53                 |
|                                                | 621    | Highway 753 in Cynthia                                       | Highway 22 in Rocky Rapids                                                               | 30                 |
|                                                | 622    | Highway 770 in St. Francis                                   | Highway 39 östlich von Telfordville                                                      | 21                 |
|                                                | 623    | 50 Street in Leduc                                           | Highway 617 östlich von Hay Lakes                                                        | 48                 |
|                                                | 624    | Highway 22                                                   | Highway 759 südlich von Tomahawk                                                         | 14                 |
|                                                | 625    | Highway 2 & Highway 19 in Nisku                              | Highway 21 südlich von Looma                                                             | 20                 |
|                                                | 626    | Highway 834 in Tofield, südlich um den Beaverhill Lake herum | Highway 857 südlich von Vegreville                                                       | 43                 |
|                                                | 627    | Highway 759 südlich von Horen                                | 215 Street (Range Road 260) westliche Stadtgrenze von Edmonton                           | 70                 |
|                                                | 628    | •Highway 779 in Stony Plain                                  | 231 Street (Range Road 261) westliche Stadtgrenze von Edmonton                           | 19                 |
| •Highway 216 östliche Stadtgrenze von Edmonton | 628    | Highway 21 südlich von Sherwood Park.                        | 6                                                                                        |                    |
|                                                | 629    | Highway 824 nordwestlich von Cooking Lake                    | Range Road 212 in Collingwood Cove                                                       | 10                 |
|                                                | 630    | Highway 21 westlich von Wyeclif                              | Highway 14 & Highway 833 westlich von Tofield                                            | 46                 |
|                                                | 631    | Highway 16 nordwestlich von Royal Park                       | Highway 41 westlich von Clandonald                                                       | 90                 |
|                                                | 633    | Highway 757 in Magnolia                                      | Highway 2 in St. Albert                                                                  | 89                 |
|                                                | 640    | Highway 41 südwestlich von Northern Valley                   | Highway 893 südlich von Heinsburg                                                        | 24                 |
|                                                | 641    | Highway 897, through Tulliby Lake                            | Grenze zu Saskatchewan bei Highway 17 & Saskatchewan Highway 797 westlich von Onion Lake | 23                 |
|                                                | 642    | Highway 777 westlich von Sandy Beach                         | Highway 28 westlich von Excelsior                                                        | 42                 |
|                                                | 643    | Highway 28A in Gibbons                                       | Highway 38 westlich von Amelia                                                           | 21                 |
|                                                | 644    | Highway 38 in Redwater                                       | Highway 829 in Redwater                                                                  | 5                  |
|                                                | 645    | Highway 45 südöstlich von Whitford                           | Highway 860 nordöstlich von Hairy Hill                                                   | 18                 |
|                                                | 646    | Highway 29 & Highway 36 östlich von Foisy                    | Highway 897 südlich von Frog Lake                                                        | 88                 |
|                                                | 647    | Highway 751                                                  | Highway 22 südlich von Mayerthorpe                                                       | 18                 |
|                                                | 651    | Highway 33 südlich von Lunnford                              | Highway 28 westlich von Redwater                                                         | 82                 |
|                                                | 652    | Highway 857 in Wasel                                         | Highway 29 & Highway 36 westlich von St. Brides                                          | 40                 |
|                                                | 654    | Highway 757 nördlich von Sangudo                             | Highway 777 südlich von Eastburg                                                         | 64                 |
|                                                | 655    | Range Road 70, north around Thunder Lake Provincial Park     | Highway 18 südöstlich von Tiger Lily                                                     | 18                 |
|                                                | 656    | Highway 18 & Highway 63 östlich von Thorhild                 | Highway 831 in Sprucefield                                                               | 15                 |
|                                                | 657    | Highway 41 südöstlich von Hoselaw                            | Highway 659 östlich von Bonnyville                                                       | 39                 |
|                                                | 658    | Highway 43 südlich von Blue Ridge                            | Highway 33 nordwestlich von Fort Assiniboine                                             | 59                 |
|                                                | 659    | Highway 28 in Bonnyville                                     | Highway 897 nordwestlich von Beaverdam                                                   | 27                 |
|                                                | 660    | Highway 881 nordwestlich von Therien                         | Highway 28 östlich von Bonnyville                                                        | 40                 |
|                                                | 661    | Highway 33 westlich von Fort Assiniboine                     | Highway 831 östlich von Newbrook                                                         | 160                |
|                                                | 663    | Highway 44 in Fawcett                                        | Touchwood Lake                                                                           | 201                |
|                                                | 665    | Highway 43 südlich von Valleyview                            | Highway 747 südlich von Sunset House                                                     | 30                 |
|                                                | 666    | Range Road 85                                                | Highway 40 nordöstlich von Grovedale                                                     | 37                 |
|                                                | 667    | Highway 722 südlich von Beaverlodge                          | Highway 43 westlich von Huallen                                                          | 7                  |
|                                                | 668    | 108 Street in Grande Prairie                                 | Resources Road (Range Road 60) in Grande Prairie                                         | 3                  |
|                                                | 669    | Highway 49 in Valleyview                                     | Highway 747 südlich von Sunset House                                                     | 23                 |
|                                                | 670    | Highway 40 in Grande Prairie                                 | Highway 43 & Highway 733 westlich von Bezanson                                           | 30                 |
|                                                | 671    | Grenze zu British Columbia westlich von Goodfare             | Highway 43 südöstlich von Albright                                                       | 33                 |
|                                                | 672    | Range Road 123                                               | Highway 2 südlich von Sexsmith                                                           | 62                 |
|                                                | 674    | Highway 2 & Highway 59 in Sexsmith                           | Highway 773 in Teepee Creek                                                              | 24                 |
|                                                | 676    | Highway 736 nördlich von DeBolt                              | Highway 49 südlich von Guy                                                               | 60                 |
|                                                | 677    | Highway 724 westlich von Woking                              | Highway 733 südwestlich von Peroia                                                       | 44                 |
|                                                | 679    | Highway 49 nördlich von Guy                                  | Highway 750 nördlich von Grouard                                                         | 69                 |
|                                                | 680    | Highway 725 in Blueberry Mountain                            | Highway 727 östlich von Poplar Ridge                                                     | 15                 |
|                                                | 681    | Highway 719 nördlich von Bonanza                             | Highway 725 östlich von Silver Valley                                                    | 48                 |
|                                                | 682    | Highway 729 südöstlich von Highland Park                     | Highway 64 & Highway 64A westlich von Fairview                                           | 23                 |
|                                                | 683    | Highway 744 südlich von Marie Reine                          | Highway 2 nördlich von Nampa                                                             | 10                 |
|                                                | 684    | Highway 2 südlich von Grimshaw                               | Highway 2 in Peace River                                                                 | 31                 |
|                                                | 685    | Highway 729 westlich von Hines Creek                         | Highway 2 in Grimshaw                                                                    | 87                 |
|                                                | 686    | Highway 88 nordwestlich von Red Earth Creek                  | Trout Lake                                                                               | 89                 |
|                                                | 688    | Highway 2 südlich von Peace River                            | Highway 986                                                                              | 24                 |
|                                                | 689    | Range Road 10                                                | Highway 35 in Dixonville                                                                 | 24                 |
|                                                | 690    | Highway 35 westlich von Deadwood                             | Highway 743 östlich von Deadwood                                                         | 11                 |
|                                                | 691    | Highway 35 in Manning                                        | Highway 741 östlich von Manning                                                          | 15                 |
|                                                | 692    | Highway 35 südwestlich von Hawk Hills                        | Range Road 210                                                                           | 27                 |
|                                                | 695    | Range Road 243 in Keg River                                  | Range Road 200 in Carcajou                                                               | 56                 |
|                                                | 697    | Highway 35 südlich von High Level                            | Highway 88 westlich von Fort Vermilion                                                   | 119                |

## 700 – 799
Die Highways im Nummernkreis 700/800 erstrecken sich hauptsächlich in Ost-West-Richtung, von der Grenze zur Provinz Saskatchewan zur Provinz British Columbia.
| Zeichen              | Nummer | Beginn                                                               | Ende                                                          | Länge in Kilometer |
| -------------------- | ------ | -------------------------------------------------------------------- | ------------------------------------------------------------- | ------------------ |
|                      | 717    | Grenze zu British Columbia, nördlich vom Peace River                 | Highway 64 südlich von Bear Canyon                            | 24                 |
|                      | 719    | Highway 49 südlich von Bonanza                                       | Highway 681 nördlich von Bonanza                              | 14                 |
|                      | 721    | Highway 43 nordwestlich von Hythe                                    | Highway 59 nördlich von Hythe                                 | 8                  |
|                      | 722    | Range Road 121                                                       | Highway 43 in Beaverlodge                                     | 36                 |
|                      | 723    | Highway 2 südöstlich von Beaverlodge                                 | Highway 59 südlich von Valhalla Centre                        | 24                 |
|                      | 724    | Highway 43 in Wembley                                                | Highway 677 westlich von Woking                               | 47                 |
|                      | 725    | Highway 49 südlich von Whitburn                                      | Highway 681 östlich von Silver Valley                         | 23                 |
|                      | 726    | Highway 64 südlich von Worsley                                       | Township Road 870 in Worsley                                  | 16                 |
|                      | 727    | Highway 49 westlich von Spirit River                                 | Highway 680 östlich von Poplar Ridge                          | 20                 |
|                      | 729    | Highway 682 südöstlich von Highland Park                             | Highway 685 westlich von Hines Creek                          | 17                 |
|                      | 730    | Highway 64 südöstlich von Eureka River                               | Eureka River                                                  | 13                 |
|                      | 731    | Highway 677 westlich von Woking                                      | Highway 49 in Spirit River                                    | 21                 |
|                      | 732    | Highway 2 & Highway 64A in Fairview                                  | Highway 685 südwestlich von Deer Hill                         | 17                 |
|                      | 733    | Highway 43 & Highway 670 in Bezanson                                 | Wanham                                                        | 58                 |
|                      | 734    | Highway 40 & Highway 579                                             | Highway 40 in Lovett River                                    | 293                |
|                      | 735    | Highway 2 südlich von Whitelaw                                       | Highway 685 westlich von Last Lake                            | 30                 |
|                      | 736    | Highway 43 in DeBolt                                                 | Highway 676 nördlich von DeBolt                               | 30                 |
|                      | 737    | Highway 2 in Brownvale                                               | Highway 35 westlich von Warrensville                          | 35                 |
|                      | 739    | Highway 49 in Eaglesham                                              | Flughafen Eaglesham                                           | 10                 |
|                      | 740    | Highway 49, westlich von Watino                                      | Highway 684 südlich von Grimshaw                              | 55                 |
|                      | 741    | Highway 691 östlich von Manning                                      | Township Road 944 westlich von Notikewin Provincial Park      | 36                 |
|                      | 742    | Canmore Nordic Centre Provincial Park westlich von Canmore           | Highway 1 in Canmore                                          | 8                  |
|                      | 743    | Highway 2 in Peace River                                             | Highway 690 in Deadwood                                       | 73                 |
|                      | 744    | Highway 676 südwestlich von Guy                                      | Highway 2 in Peace River                                      | 95                 |
|                      | 747    | Highway 665 südöstlich von Sunset House                              | Highway 2A westlich von Triangle                              | 58                 |
|                      | 748    | •Highway 947 in Edson                                                | Highway 32 nördlich von Peers                                 | 69                 |
| •Highway 16 in Edson | 748    | Highway 748 (20 Avenue) in Edson                                     | 2                                                             |                    |
|                      | 749    | West Prairie River                                                   | Highway 679 westlich von Prairie Echo                         | 45                 |
|                      | 750    | Highway 2 östlich von Enilda                                         | Highway 88 nordöstlich von Atikameg                           | 104                |
|                      | 751    | Highway 16, südwestlich von Nojack                                   | Highway 43 südöstlich von Whitecourt                          | 63                 |
|                      | 752    | Highway 734 südwestlich von Strachan                                 | Highway 11, Highway 22, & Highway 598 in Rocky Mountain House | 63                 |
|                      | 753    | Highway 620 in Lodgepole, through Cynthia                            | Highway 16 östlich von Chip Lake                              | 61                 |
|                      | 754    | Highway 88 nördlich von Lesser Slave Lake Provincial Park            | Township Road 810 in Wabasca                                  | 98                 |
|                      | 756    | Highway 11 westlich von Rocky Mountain House                         | Südliche Grenze des Crimson Lake Provincial Park              | 3                  |
|                      | 757    | Highway 16 südlich von Magnolia                                      | Highway 18 nördlich von Sangudo                               | 52                 |
|                      | 758    | Highway 66, südwestlich von Bragg Creek Provincial Park              | Highway 22 nordöstlich Bragg Creek                            | 5                  |
|                      | 759    | Highway 39 südwestlich von Berrymoor                                 | Highway 31 südlich von Seba Beach                             | 40                 |
|                      | 760    | Township Road 320 in Bergen                                          | Highway 22 in Sundre                                          | 10                 |
|                      | 761    | Highway 54 südlich von Stauffer                                      | Highway 607 westlich von Buck Creek.                          | 80                 |
|                      | 762    | Highway 549 westlich von Millarville                                 | Highway 22 & Highway 66 in Bragg Creek                        | 22                 |
|                      | 763    | Highway 655 westlich von Campsie                                     | Highway 33 südlich von Fort Assiniboine                       | 18                 |
|                      | 764    | Highway 43 in Cherhill                                               | Highway 18 westlich von Campsie                               | 30                 |
|                      | 765    | Highway 16 östlich von Fallis                                        | Highway 43 südöstlich von Cherhill                            | 24                 |
|                      | 766    | Highway 1A nördlich von Cochrane                                     | Highway 53 westlich von Rimbey.                               | 171                |
|                      | 769    | Highway 18, nördlich von Barrhead                                    | Highway 661                                                   | 23                 |
|                      | 770    | Highway 616 südlich von Warburg                                      | Highway 16 & Highway 43 südlich von Manly Corner              | 60                 |
|                      | 771    | Highway 20 westlich von Gull Lake                                    | Highway 616 südöstlich von Warburg                            | 80                 |
|                      | 772    | Township Road 261 (176 Avenue NW), nördliche Stadtgrenze von Calgary | Highway 574 in Madden                                         | 31                 |
|                      | 774    | Castle River                                                         | Highway 507 nordöstlich von Beaver Mines                      | 27                 |
|                      | 775    | Beauvais Lake Provincial Park                                        | Highway 507 nördlich vom Beauvais Lake Provincial Park        | 8                  |
|                      | 776    | Highway 18 westlich von Rossington                                   | Highway 661 nördlich von Linaria                              | 19                 |
|                      | 777    | Highway 37 in Onoway                                                 | Highway 18 südöstlich von Rossington                          | 59                 |
|                      | 778    | Highway 616 nördlich von Itaska                                      | Highway 39 in Thorsby                                         | 15                 |
|                      | 779    | Highway 627 südlich von Stony Plain                                  | Highway 37 nordwestlich von Calahoo                           | 30                 |
|                      | 780    | Highway 13A nordöstlich von Ma-Me-O Beach                            | Highway 616 westlich von Millet                               | 8                  |
|                      | 781    | Highway 54 südöstlich von Markerville                                | Lakeshore Drive in Sylvan Lake                                | 25                 |
|                      | 783    | Highway 543 östlich von Hartell                                      | Highway 2A & Highway 7 in Okotoks                             | 11                 |
|                      | 785    | Highway 6 in Pincher Creek                                           | Highway 2 westlich von Fort Macleod                           | 63                 |
|                      | 786    | Highway 507 südöstlich von Brocket                                   | Highway 3 in Brocket                                          | 10                 |
|                      | 791    | Highway 22X in Indus                                                 | Highway 590 südlich von Red Deer                              | 130                |
|                      | 792    | Highway 12 östlich von Gull Lake                                     | Township 454 nördlich von the Battle River                    | 50                 |
|                      | 795    | Highway 53 westlich von Ponoka                                       | Highway 39 in Calmar                                          | 72                 |
|                      | 797    | Highway 552 südwestlich von Dalemead                                 | Highway 1 & Highway 9 nördlich von Langdon                    | 32                 |
|                      | 799    | Highway 23, südlich von Blackie                                      | Highway 547 & Highway 552 östlich von Aldersyde               | 16                 |

## 800 – 899
| Zeichen | Nummer | Beginn                                                             | Ende                                           | Länge in Kilometer |
| ------- | ------ | ------------------------------------------------------------------ | ---------------------------------------------- | ------------------ |
|         | 800    | Highway 5 westlich von Mountain View                               | Highway 505 südlich von Hill Spring            | 21                 |
|         | 801    | Highway 44 & Highway 661 nordöstlich von Dapp                      | Südliche Grenze vom Cross Lake Provincial Park | 32                 |
|         | 803    | Highway 28 westlich von Bon Accord                                 | Highway 651 östlich von Legal                  | 14                 |
|         | 804    | Highway 533 östlich von Nanton                                     | Highway 23 nördlich von Brant                  | 24                 |
|         | 805    | Highway 583 in Allingham                                           | Highway 590 nördlich von Wimborne              | 36                 |
|         | 806    | Highway 9 & Highway 72 in Beiseker                                 | Highway 583 westlich von Three Hills           | 37                 |
|         | 808    | Highway 595 östlich von Red Deer                                   | Highway 11 südwestlich von Joffre              | 5                  |
|         | 810    | Highway 505 in Glenwood                                            | Highway 3 westlich von Fort Macleod            | 42                 |
|         | 811    | Highway 2 & Highway 3 in Fort Macleod                              | Highway 519 östlich von Granum                 | 18                 |
|         | 812    | Highway 663 nordwestlich von Meanoak                               | Highway 2 westlich von Athabasca               | 18                 |
|         | 813    | Highway 2 in Athabasca                                             | Highway 754 in Wabasca                         | 172                |
|         | 814    | Highway 13 in Wetaskiwin                                           | Highway 625 in Beaumont                        | 42                 |
|         | 815    | Highway 11 südlich von Joffre                                      | Highway 53 in Ponoka                           | 43                 |
|         | 816    | Highway 590 südlich von Pine Lake                                  | Highway 595 nordwestlich von Pine Lake         | 24                 |
|         | 817    | Highway 24 südöstlich von Carseland                                | Highway 564 westlich von Nightengale           | 36                 |
|         | 820    | Highway 501 westlich von Whiskey Gap                               | Highway 5 in Spring Coulee                     | 32                 |
|         | 821    | Highway 12 in Tees                                                 | Highway 53 östlich von Ponoka                  | 23                 |
|         | 822    | Highway 53 östlich von Ponoka                                      | Highway 616, südwestlich von Hay Lakes         | 42                 |
|         | 824    | Highway 14 nordwestlich von South Cooking Lake                     | Highway 16 nördlich von Ardrossan              | 17                 |
|         | 825    | Highway 37 westlich von Fort Saskatchewan                          | Highway 643 östlich von Gibbons.               | 14                 |
|         | 827    | Highway 28 südlich von Egremont                                    | Highway 55 östlich von Athabasca               | 83                 |
|         | 829    | Highway 644 östlich von Redwater                                   | Highway 28 & Highway 63 westlich von Radway    | 10                 |
|         | 830    | Highway 630 östlich von Sherwood Park                              | Highway 38 östlich von Amelia                  | 47                 |
|         | 831    | Township Road 550 an der Nordgrenze des Elk Island National Park   | Highway 63 & Highway 663 in Boyle              | 100                |
|         | 833    | Highway 13 in Camrose                                              | Highway 14 & Highway 630 westlich von Tofield  | 44                 |
|         | 834    | Highway 13 und Highway 56 südöstlich von Camrose                   | Highway 15 in Chipman                          | 87                 |
|         | 835    | Highway 590 westlich von Big Valley                                | Buffalo Lake in Rochon Sands                   | 48                 |
|         | 836    | Highway 9 südlich von Sharples                                     | Highway 585 östlich von Trochu                 | 59                 |
|         | 837    | Highway 575 nordwestlich von Kirkpatrick                           | Highway 27 nordwestlich von Nacmine.           | 23                 |
|         | 838    | Highway 9 & Highway 56 in Drumheller                               | Highway 837 westlich von Munson Ferry          | 26                 |
|         | 839    | Highway 27 südwestlich von Morrin                                  | Highway 585 nördlich von Rumsey                | 23                 |
|         | 840    | Highway 561 südlich von Standard                                   | Highway 9 nördlich von Rosebud                 | 41                 |
|         | 841    | Highway 569 südwestlich von East Coulee                            | Highway 9 westlich von Drumheller              | 7                  |
|         | 842    | Highway 529 östlich von Champion                                   | Highway 564 nordöstlich von Chancellor         | 118                |
|         | 843    | 62 Avenue N (Township Road 94) nördliche Ortsgrenze von Lethbridge | Highway 552                                    | 45                 |
|         | 844    | Highway 506 südwestlich von the Raymond                            | Highway 52 westlich von Raymond                | 9                  |
|         | 845    | Highway 52 in Raymond                                              | Highway 531 & Highway 539 östlich von Armanda  | 102                |
|         | 846    | Highway 52 südlich von Stirling                                    | Highway 4 & Highway 61 nördlich von Stirling   | 7                  |
|         | 848    | Highway 564, südwestlich von Dorothy                               | Highway 573 nördlich von Dorothy               | 20                 |
|         | 849    | Highway 10 südöstlich von Cambria                                  | Highway 9 nördlich von Michichi                | 31                 |
|         | 850    | Highway 593 östlich von Fenn                                       | Highway 53 in Donalda                          | 51                 |
|         | 851    | Highway 573 am Little Fish Lake Provincial Park                    | Highway 589 nordöstlich von Scollard           | 81                 |
|         | 852    | Highway 12 in Gadsby                                               | Highway 601 südöstlich von Red Willow          | 16                 |
|         | 853    | Highway 589 südlich von Byemoor                                    | Highway 593 nördlich von Byemoor               | 19                 |
|         | 854    | Highway 53 östlich von Donalda                                     | Highway 626 nordöstlich von Ryley              | 91                 |
|         | 855    | Highway 9 südlich von Watts                                        | Highway 55 & Highway 63 in Atmore              | 389                |
|         | 856    | Highway 53 (44 Avenue) in Forestburg                               | Highway 13 in Strome                           | 26                 |
|         | 857    | Highway 26 östlich von Woodglen                                    | Highway 28 südöstlich von Bellis               | 128                |
|         | 858    | Highway 55 südlich von Plamondon                                   | Highway 881 nördlich von Owl River             | 55                 |
|         | 859    | Highway 652 in Hamlin                                              | Highway 28 & Highway 36 in Vilna               | 16                 |
|         | 860    | Highway 29 nordöstlich von Hairy Hill                              | Highway 645 nordöstlich von Hairy Hill         | 9                  |
|         | 861    | Highway 12 in Castor                                               | Highway 53 nordöstlich von Galahead            | 42                 |
|         | 862    | Highway 550 östlich von Countess                                   | Highway 9 westlich von Hanna                   | 115                |
|         | 864    | Highway 3 (46 Avenue) in Taber                                     | Highway 524 südöstlich von Retlaw              | 34                 |
|         | 866    | Highway 28 & Highway 36 östlich von Spedden                        | Highway 55 nordwestlich von Briereville        | 46                 |
|         | 867    | Highway 28 nordöstlich von Ashmont                                 | Highway 55 südöstlich von Rich Lake            | 39                 |
|         | 869    | Highway 608 nordöstlich von Galahad                                | Highway 13 in Sedgewick                        | 23                 |
|         | 870    | Highway 13 in Lougheed                                             | Highway 45 nördlich von Morecambe              | 111                |
|         | 872    | Highway 586 östlich von Spondin                                    | Highway 13 westlich von Hardisty               | 97                 |
|         | 873    | Range Road 162 in Rainier                                          | Highway 36 & Highway 550 in Duchess            | 60                 |
|         | 875    | Highway 36 südlich von Vauxhall                                    | Highway 1 südöstlich von Brooks                | 82                 |
|         | 876    | Highway 535 südlich von Tilley                                     | Highway 570 nördlich von Pollockville          | 100                |
|         | 877    | Highway 501 östlich von Milk River                                 | Highway 3 in Grassy Lake                       | 81                 |
|         | 879    | Highway 501 südlich von Foremost                                   | Highway 524 südöstlich von Hays                | 98                 |
|         | 880    | Grenze zu den Vereinigten Staaten, nördlich von Whitlash, Montana  | Highway 501 nördlich von Aden                  | 25                 |
|         | 881    | Highway 13 in Hardisty                                             | Highway 63 nordwestlich von Anzac              | 477                |
|         | 882    | Highway 28 in Beacon Corner                                        | Highway 660 nördlich von Glendon               | 10                 |
|         | 883    | Highway 14 nordwestlich von Fabyan                                 | Highway 41 nordöstlich von Fabyan              | 21                 |
|         | 884    | Highway 1 in Suffield                                              | Highway 13 in Amisk                            | 280                |
|         | 885    | Highway 501 südlich von Etzikom                                    | Highway 3 östlich von Bow Island               | 76                 |
|         | 886    | Highway 555 südwestlich von Buffalo                                | Highway 12 (48 Avenue) & Highway 41 in Consort | 142                |
|         | 887    | Highway 501 südlich von Orion                                      | Highway 3 in Seven Persons                     | 77                 |
|         | 889    | Highway 501 südlich von Manyberries                                | Township Road 70                               | 29                 |
|         | 892    | Highway 659 in Islay                                               | Township Road 643 westlich von Cold Lake       | 31                 |
|         | 893    | Highway 619 in Islay                                               | Highway 646 in Heinsburg                       | 72                 |
|         | 894    | Highway 610 (49 Avenue) in Edgerton                                | Township Road 470                              | 32                 |
|         | 895    | Highway 570 südlich von Oyen                                       | Highway 41 in Oyen                             | 14                 |
|         | 897    | Highway 14 nördlich von Edgerton                                   | Highway 55 südlich von Marie Lake              | 203                |
|         | 899    | 3 Avenue in Empress                                                | Highway 610 nördlich von Chauvin               | 189                |

## 900 – 999
Die Highways mit einer Nummer größer als 900 sind entweder fertiggestellte neue Straßen oder umbenannte Teilstücke älterer Highways, die jetzt jedoch über Neubaustrecken führen.
| Zeichen | Nummer | Beginn                          | Ende                                | Länge in Kilometer |
| ------- | ------ | ------------------------------- | ----------------------------------- | ------------------ |
|         | 901    | Highway 22X östlich von Calgary | Highway 1 östlich von Gleichen      | 189                |
|         | 947    | Athabasca River                 | Highway 43 südöstlich von Fox Creek | 189                |
|         | 986    | Highway 35 südlich von Alberta  | Highway 88 südlich von Loon Lake    | 189                |